# Обичайка

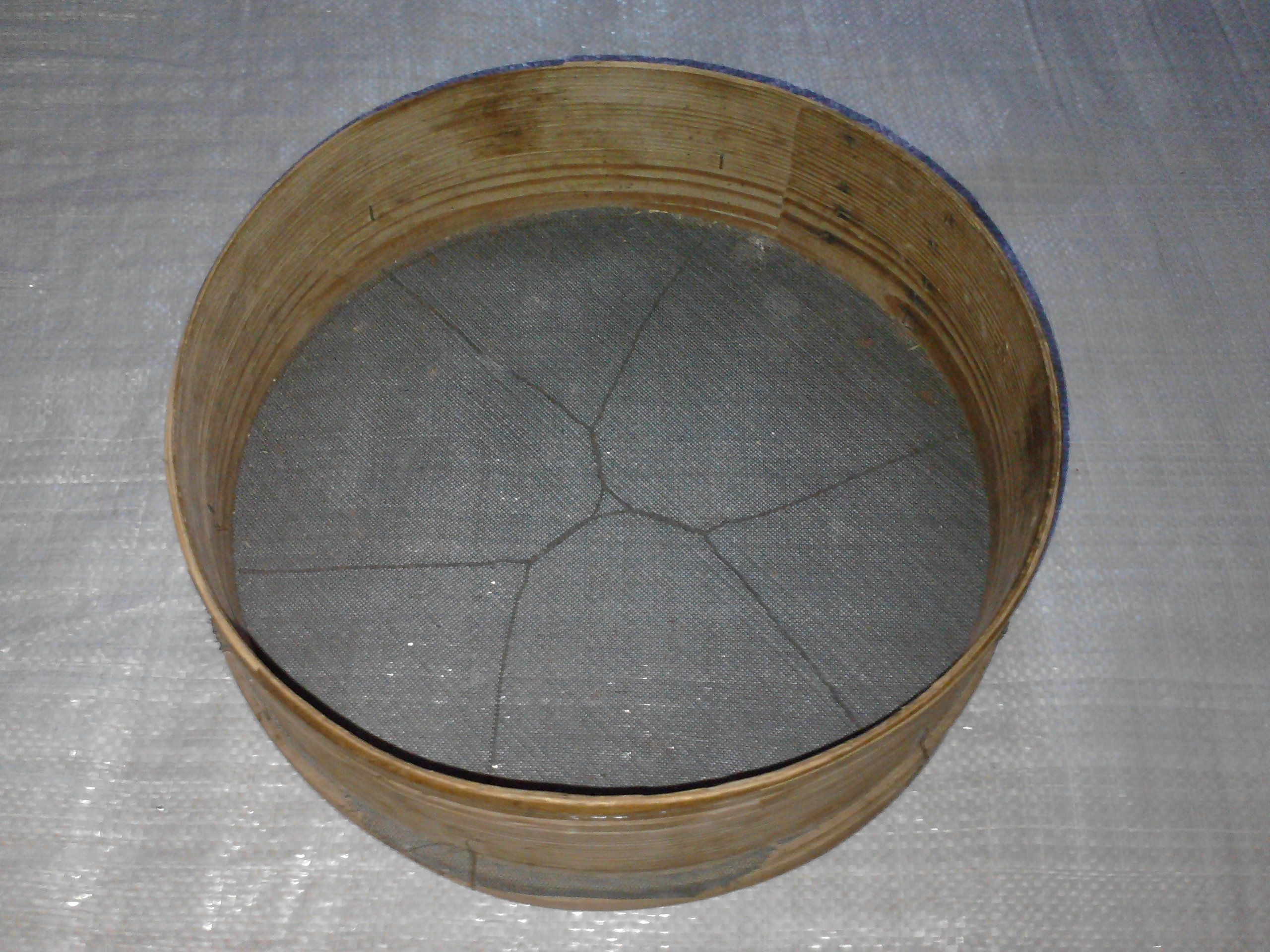
Обичайка сита

Обича́йка — бічна стінка сит, решіт, деяких музичних інструментів, до якої кріпляться перетинки. Зазвичай має форму широкого плаского обруча (обода). Слово «обичайка» походить, здогадно, від дієслова «обвивати» (*ob-věk).

## Види обичайок

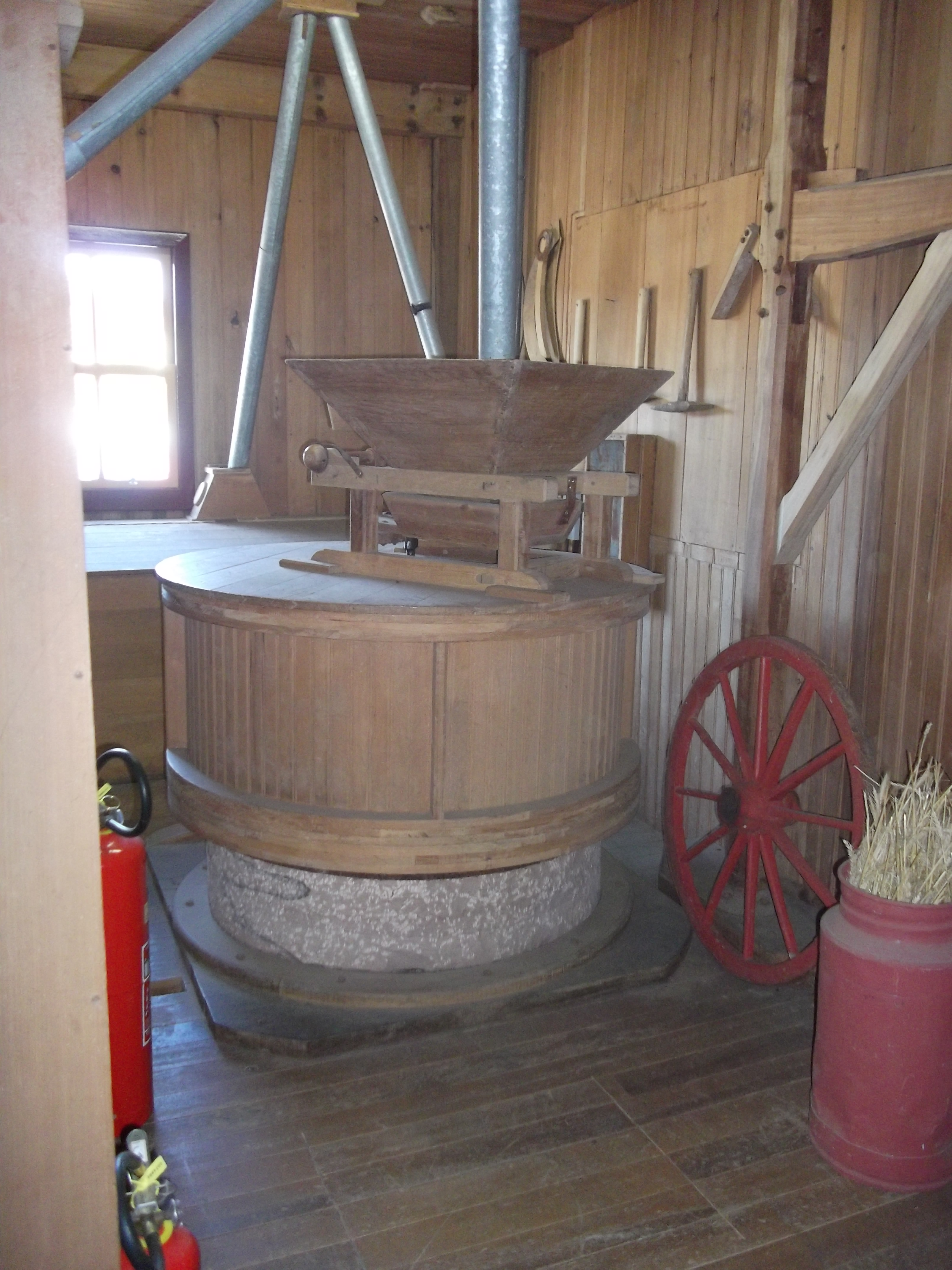
Обичайка жорна, Бразилія

- Обичайка сита (решета) — широкий плаский обід або короткий широкий циліндр, на якому кріпиться сітка. У старовину робилася з лика, бересту, зараз частіше матеріалом для неї слугує пластик або метал.
- Обичайка жорна — кільце навколо жорна на млинах. У старовину її виготовляли з лубу, потім з дощок, пізніше — з металу. Обичайки також наявні на сучасних борошномельних і лущильно-шліфовальних машинах, які являють собою перфоровані циліндри, що оточують робочі елементи[5].
- Обичайка струнних музичних інструментів — бічна частина корпуса (гнута або складена) гітар та інструментів скрипкової родини. Обичайка гітар складається з двох частин (правої і лівої), в інструментів скрипкової родини — з 6 частин (2 верхніх, 2 середніх та 2 нижніх). Обичайки робляться зазвичай з тонких платівок того ж дерева, що й нижні деки (найчастіше за все клен, іноді тополя, груша та ін.), і вигинаються за їхньою формою. Приклеюються до крайок дек з внутрішнього боку і закріпляються за допомогою так званих клоців (дерев'яних цурок). Для збільшення площі прикріплення обичайки потовщуються так званими контробичайками — вузькими, часто вільховими планками (обручиками), які наклеюються згори та знизу обичайки на всьому її протязі. У контрабасів часто робляться і зовнішні контробичайки. На деяких старовинних музичних інструментах обичайки прикрашено живописом та інкрустацією (інтарсією)[6].
- Обичайка барабана — основа барабана, яка частіше має назву «ка́дло» (від пол. kadło)[7]. Дерев'яний, пластиковий або металевий циліндр, на який натягаються мембрани (перетинки). На деяких видах барабанів кадло роблять з цілого стовбура дерева.

## Інші значення
Обичайкою також зоветься заготовка (без днища) котлів, баків, резервуарів тощо. Являє собою циліндричний або конічний барабан, який вигинають зі сталевого листа, краї з'єднують вальцюванням, розкачуванням або згинанням.

## Галерея

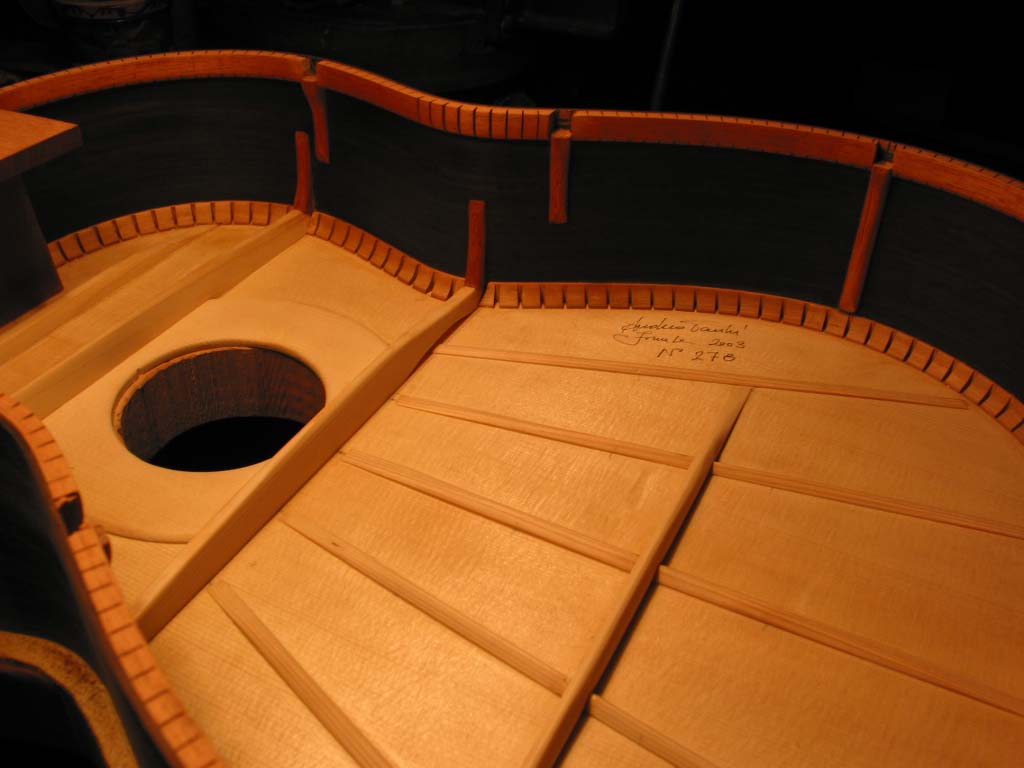
Обичайка гітари зсередини
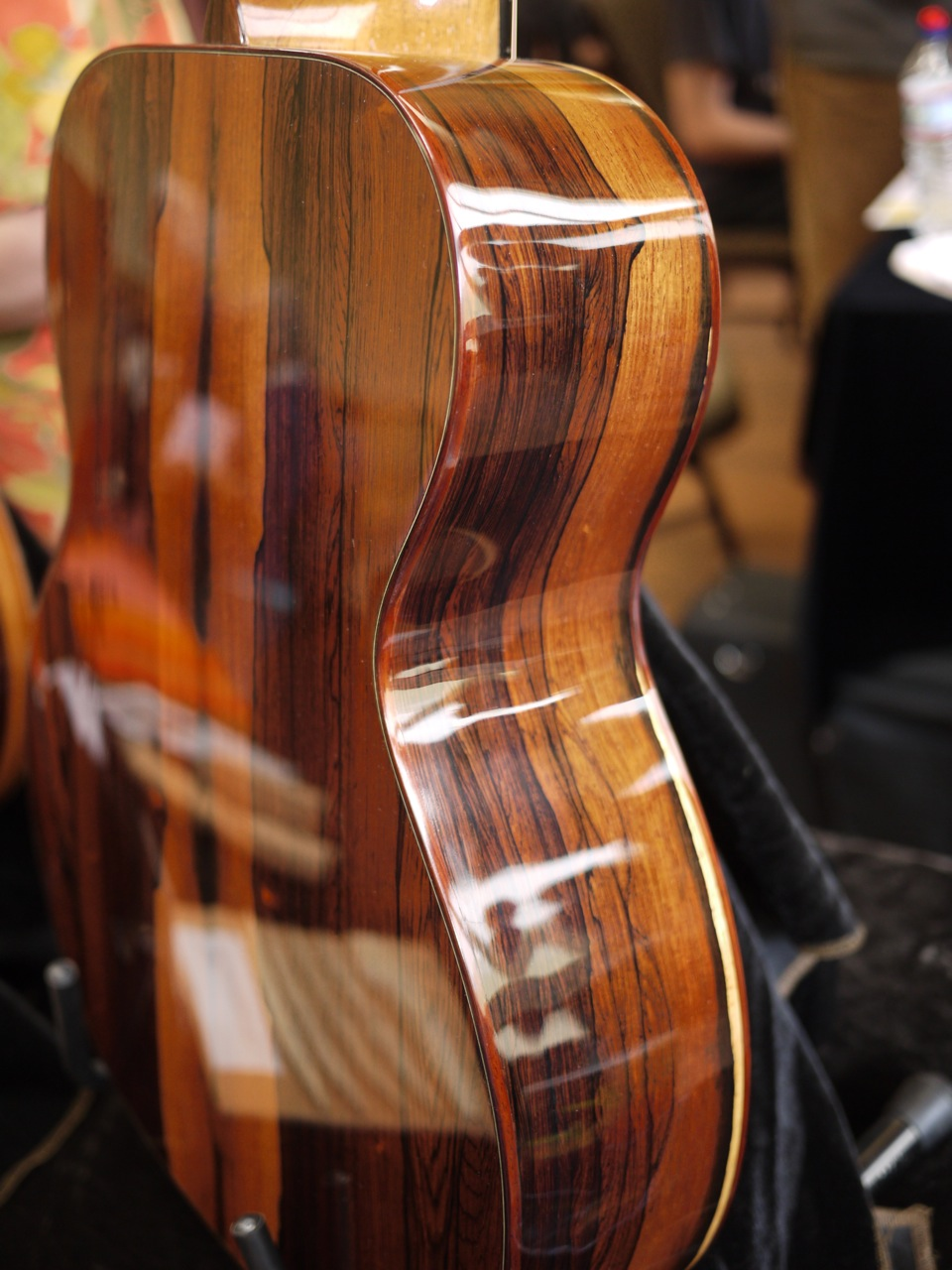
Обичайка старовинної гітари ззовні
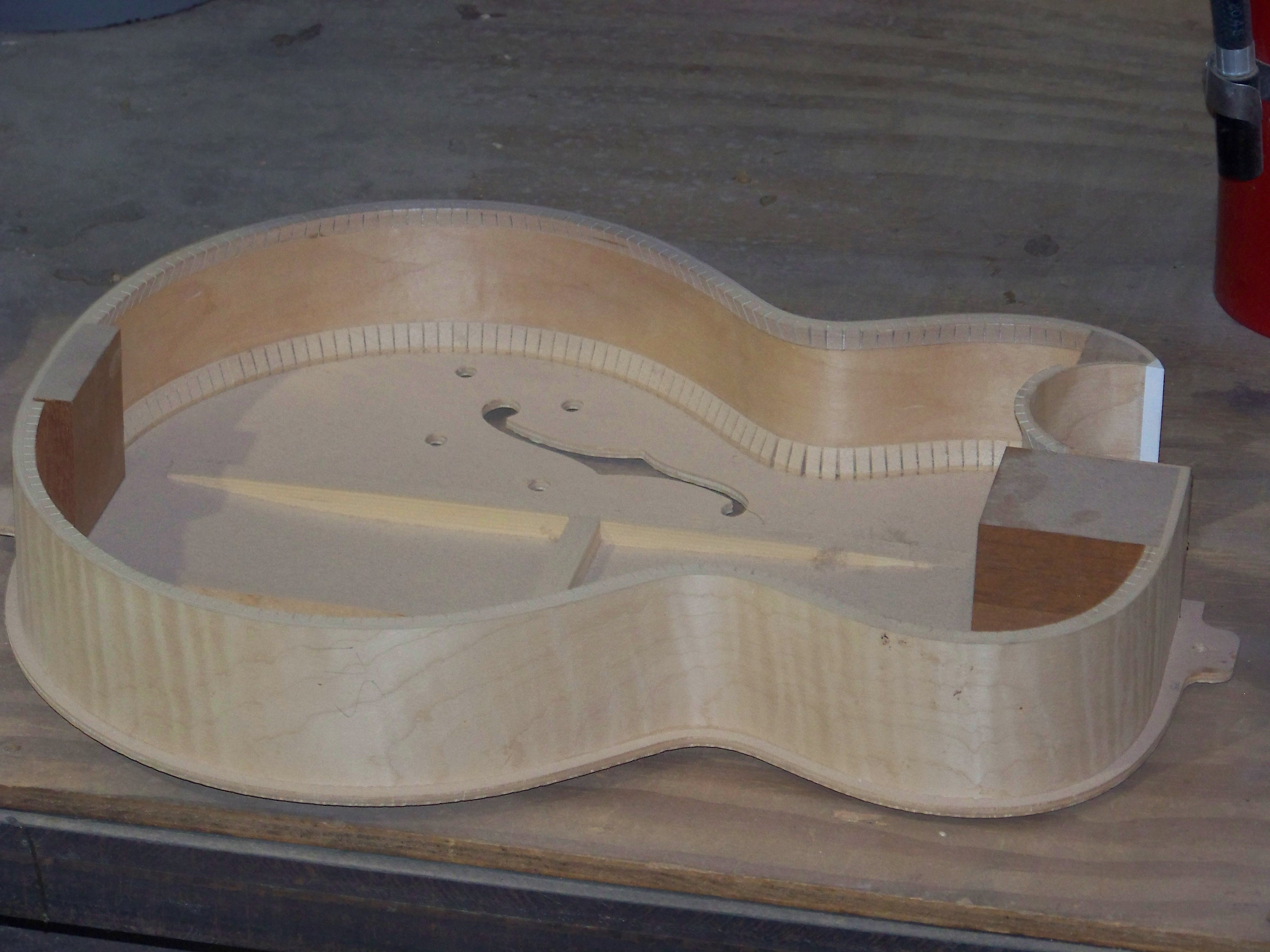
Обичайка з декою
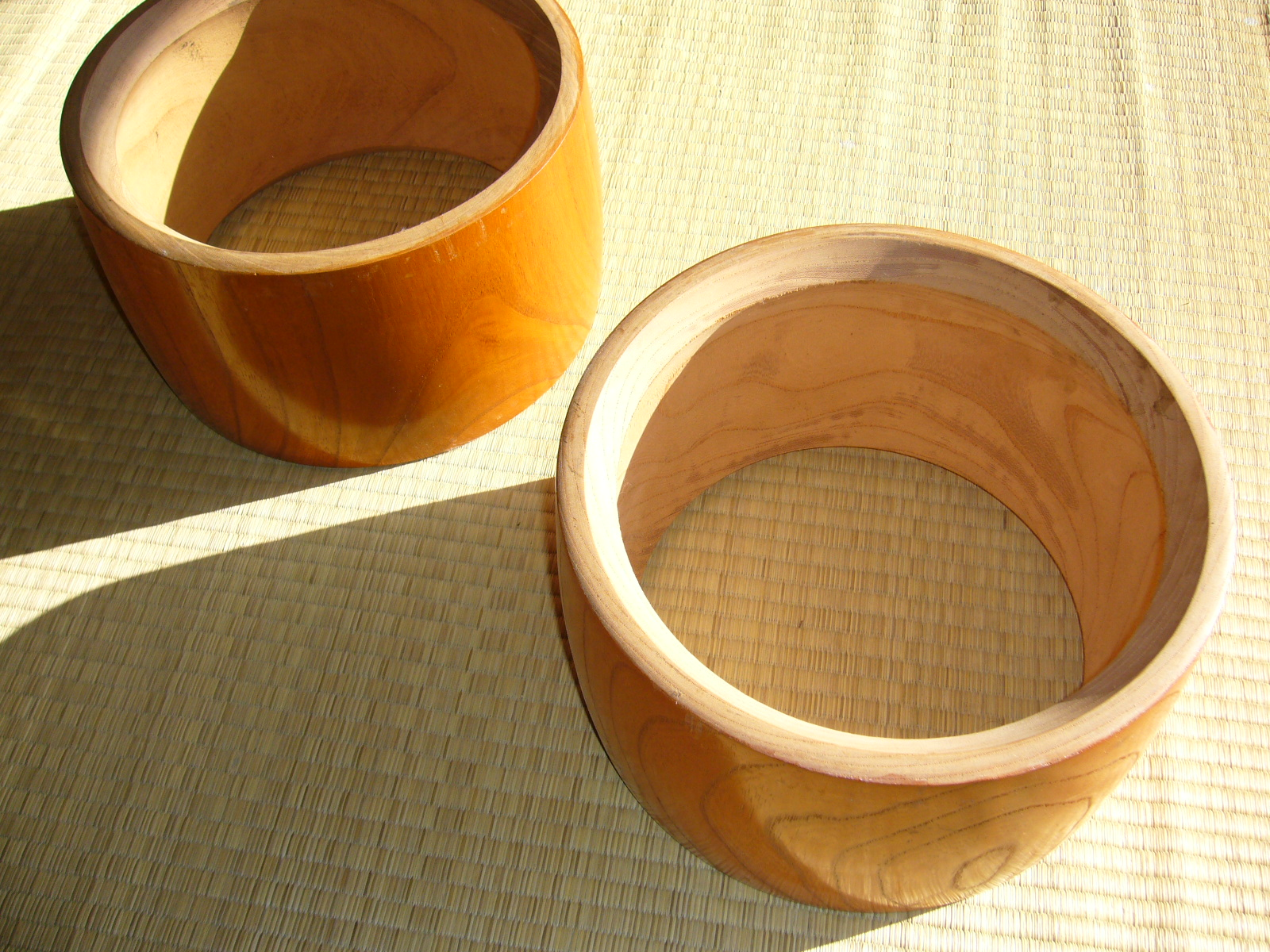
Заготовки для обичайок барабана
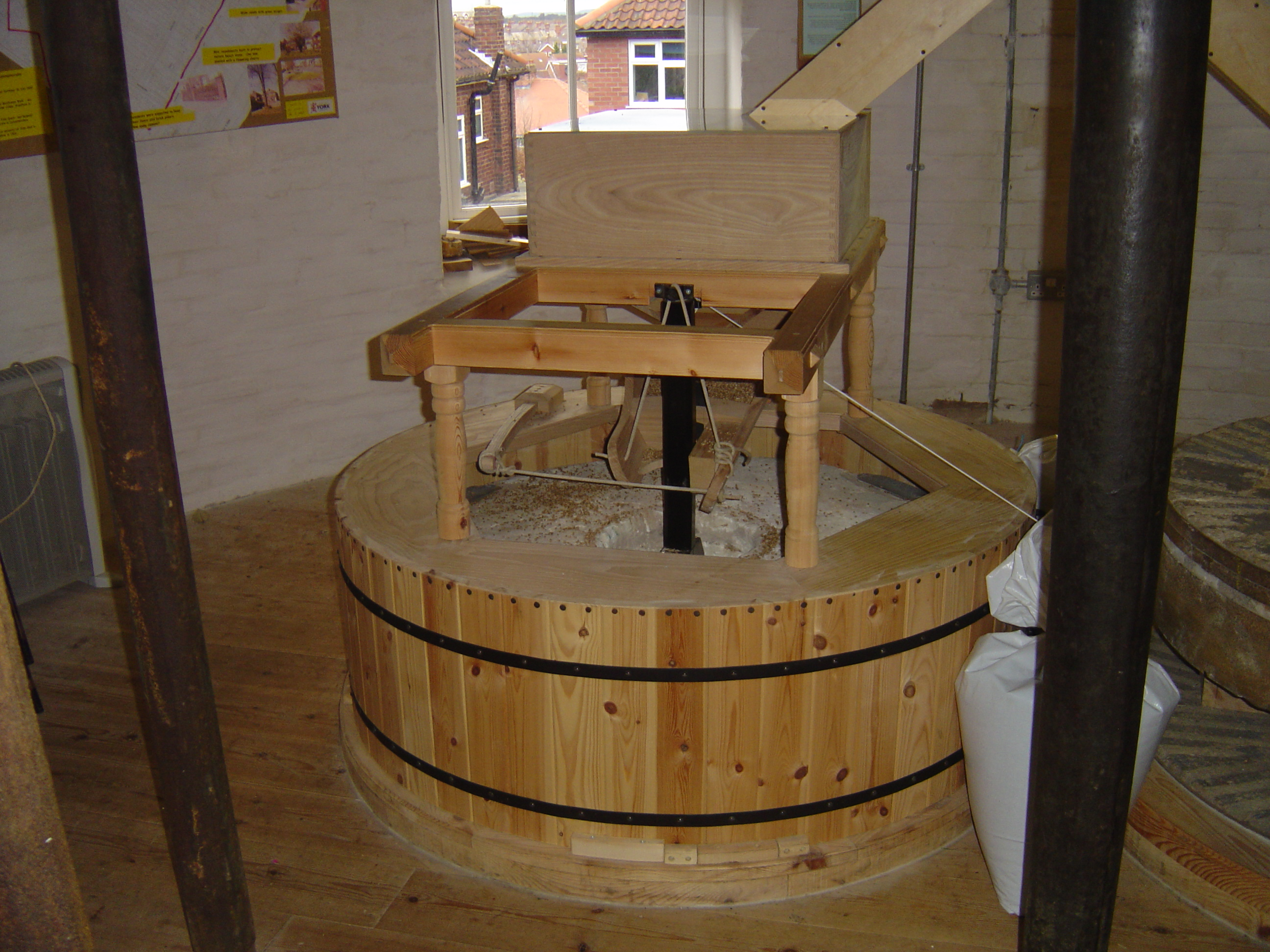
Обичайка жорна на вітряку в Голґейті, Йорк, Англія
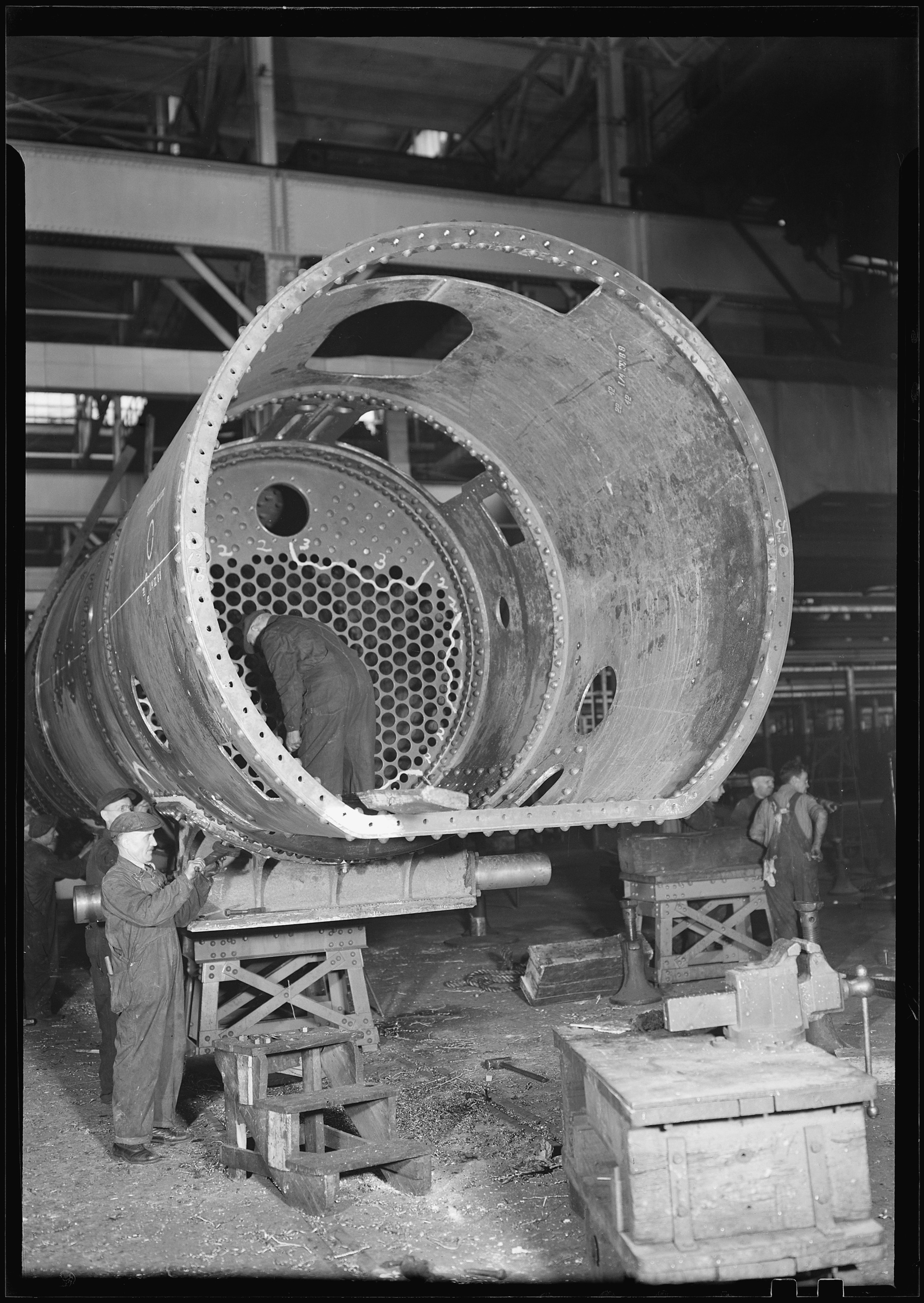
Виготовляння обичайки котла паровоза. 1930-ті роки, США

## Джерело
- Обечайка // Большая советская энциклопедия : в 30 т. / главн. ред. А. М. Прохоров. — 3-е изд. — М. : «Советская энциклопедия», 1969—1978. (рос.)